# Journey Through Hallowed Ground National Heritage Area
Die Journey Through Hallowed Ground National Heritage Area ist eine von der Bundesregierung der Vereinigten Staaten erklärte National Heritage Area in Teilen von Pennsylvania, West Virginia, Maryland und Virginia im Osten der Vereinigten Staaten. Mit dieser Bezeichnung wird ein Rahmenwerk geschaffen, das den kulturellen und historischen Charakter der Region interpretiert und bewirbt, wobei der Schwerpunkt auf der Rolle der Region im Sezessionskrieg sowie der Erhaltung der Umwelt und der Bauwerke liegen. Die National Heritage Area erstreckt sich von Gettysburg im Norden bis nach Monticello im Süden und wird getragen von der Journey Through Hallowed Ground Partnership, die auch den Journey Through Hallowed Ground National Scenic Byway umfasst. Das Gebiet liegt grob an der Strecke der Old Carolina Road.
Die Journey Through Hallowed Ground Partnership ist eine gemeinnützige Organisation, deren Ziel es ist, im Korridor Gettysburg–Monticello das Bewusstsein für die Geschichte zu heben. Sie umfasst mehr as 35 kommunale, gewerbliche und gemeinnützige Organisationen.
Die Journey Through Hallowed Ground National Heritage Area, die der Kongress der Vereinigten Staaten 2008 beschlossen hat, ist ein Programm, das mit dem National Park Service verbunden wurde. Sie umfasst 15 Countys in vier Bundesstaaten. Ein National Scenic Byway läuft durch das Gebiet. Dazu gehören Welterbestätten, 49 Historic Districts, neun Wohnhäuser früherer US-Präsidenten, 13 Nationalparks, hunderte von Stätten des afro-amerikanischen und indianischen Kulturerbes, 30 historische Main Streets, Stätten des Unabhängigkeitskrieges, des Franzosen- und Indianerkrieges, des Krieges von 1812 und die umfassendste Ansammlung von Stätten des Sezessionskrieges landesweit.
Zum Journey Through Hallowed Ground National Heritage Area gehören das Adams County in Pennsylvania, Frederick und Carroll County und der östliche Teil des Washington County in Maryland, das Gebiet um Harpers Ferry i, Jefferson County sowie Loudoun, Fauquier, Culpeper, Orange, Albemarle, Greene, Madison und Rappahannock County sowie Teile von Fairfax, Prince William und Spotsylvania County in Virginia.
Die Journey Through Hallowed Ground National Heritage Area wurde am 8. Mai 2008 durch das Public Law 110-229, dem Consolidated Natural Resources Act of 2008 gebildet.
Der Journey Through Hallowed Ground National Scenic Byway ist eine rund 205 km lange Straße, die durch die National Heritage Area führt.
Die einst als Old Carolina Road bekannte Straße führt durch drei der vier Bundesstaaten und umfasst Abschnitte des U.S. Highway 15, der Virginia State Route 231, der Virginia State Route 20 und der Virginia State Route 53 in den Bundesstaaten Virginia, Maryland und Pennsylvania. Sie ist eine von 150 Scenic Byways, die landesweit vom Verkehrsministerium der Vereinigten Staaten ausgewiesen wurden.

## Belege
1. ↑  Education: The Journey Through Hallowed Ground. Abgerufen am 5. April 2012.
2. ↑  The Journey Through Hallowed Ground: About Us. Abgerufen am 5. April 2012.
3. ↑  Introduction to The Journey Through Hallowed Ground Travel Itinerary. Abgerufen am 30. Juni 2013 (englisch).
4. ↑  The Journey Through Hallowed Ground. Archiviert vom Original am 10. Juni 2010; abgerufen am 30. März 2013 (englisch).  Info: Der Archivlink wurde automatisch eingesetzt und noch nicht geprüft. Bitte prüfe Original- und Archivlink gemäß Anleitung und entferne dann diesen Hinweis.
5. ↑  Map, Journey Through Hallowed Ground. (PDF; 599 kB) National Park Service, Oktober 2006, abgerufen am 30. Juni 2013 (englisch).
6. ↑  President Bush Signs Journey Through Hallowed Ground National Heritage Area Into Law. (PDF; 299 kB) JTHG Partnership, 8. Mai 2008, abgerufen am 30. Juni 2013 (englisch).
7. ↑  Pub. 110-229, Consolidated Natural Resources Act of 2008. US Citizenship & Immigration Service, abgerufen am 30. Juni 2013 (englisch).
8. ↑  Press Release: U.S. Transportation Secretary Ray LaHood Announces America's Byways & Designations for 2009, 10/16/2009. Abgerufen am 30. Juni 2013 (englisch).
9. ↑  Virginia Department of Historic Resources. Ehemals im Original (nicht mehr online verfügbar); abgerufen am 5. April 2012. (Seite nicht mehr abrufbar. Suche in Webarchiven)  Info: Der Link wurde automatisch als defekt markiert. Bitte prüfe den Link gemäß Anleitung und entferne dann diesen Hinweis.